# Lluís Domènech i Montaner
Lluís Domènech i Montaner (Barcellona, 21 dicembre 1850 – Barcellona, 27 dicembre 1923) è stato un architetto spagnolo, esponente del movimento modernista catalano; dedicò buona parte della sua vita anche all'attività politica.

## Biografia
Nacque a Barcellona e già in gioventù manifestò il suo interesse per l'architettura. Studiò quindi all'università a ricoprì precocemente una cattedra nel Colegio de Arquitectura di Barcellona. Da questa posizione poté quindi esercitare una grande influenza sul movimento modernista in Catalogna.
Come architetto, Domènech realizzò edifici in cui si armonizzano razionalità strutturale ed elementi ornamentali straordinari, ispirati alle correnti architettoniche ispano-arabe e alle linee curve proprie del modernismo. Nell'attuale Museo de Zoología, costruito originariamente come ristorante (Castell dels Tres Dragons) per l'Esposizione Universale del 1888, Domènech utilizzò strutture di ferro in vista e ceramica, tecnica che più tardi, nel 1908, perfezionò nel Palau de la Música Catalana. Questo edificio e quelli che progettò più oltre, incorporano una profusione di mosaici, ceramiche e vetri policromi, disposti con squisita armonia, che dettero loro un aspetto grandioso.
Contrariamente ad altri architetti del modernismo, Domènech tese sempre più a realizzare edifici maggiormente leggeri, eliminando materiale inessenziale dalle strutture, pur mantenendo l'ornamento come elemento di prim'ordine.
La sua attività politica cominciò fin da giovane. Fu membro della Gioventù Catalana (Jove Catalunya) e del Centre Català, presidente della Lega Catalana (Lliga de Catalunya, 1888) e presidente dell'Unione Catalana (Unió Catalanista, 1892).
Fu uno degli organizzatori dell'assemblea che approvò le Bases de Manresa, presiedendo la sessione inaugurale. Entrò nel Centro nazionale Catalano (Centre Nacional Català, 1899) e più avanti nella Lega Regionalista (Lliga Regionalista, 1901). Fu uno dei deputati che trionfarono nella candidatura chiamata "dei quattro presidenti" (dels quatre presidents) nel 1901, venendo nuovamente eletto nel 1903, fin quando, deluso, abbandonò la politica per dedicarsi all'indagine archeologica e alla storia.
Domènech i Montaner morì a Barcellona a 73 anni.

## Altre opere realizzate

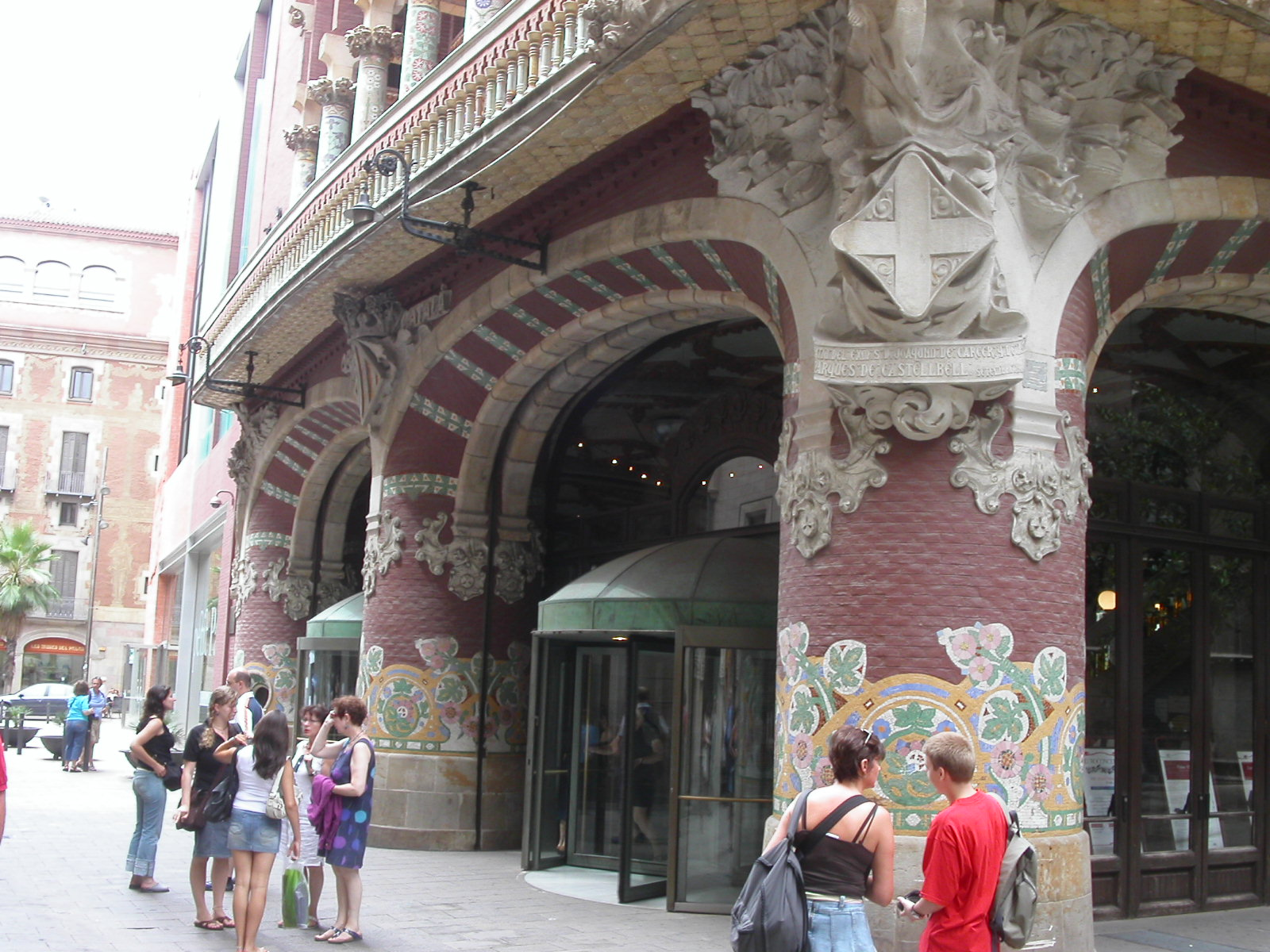
Palau de la Música Catalana di Barcellona

A Barcellona
- Palau de la Música Catalana di BarcellonaHospital de Sant Pau
- Palau de la Música Catalana
- Casa Lleó Morera
- Casa Fuster
- Casa Thomas
- Editorial Montaner i Simón
- Palau Ramon MontanerCasa Fuster
- Casa Lamadrid

A Canet de Mar

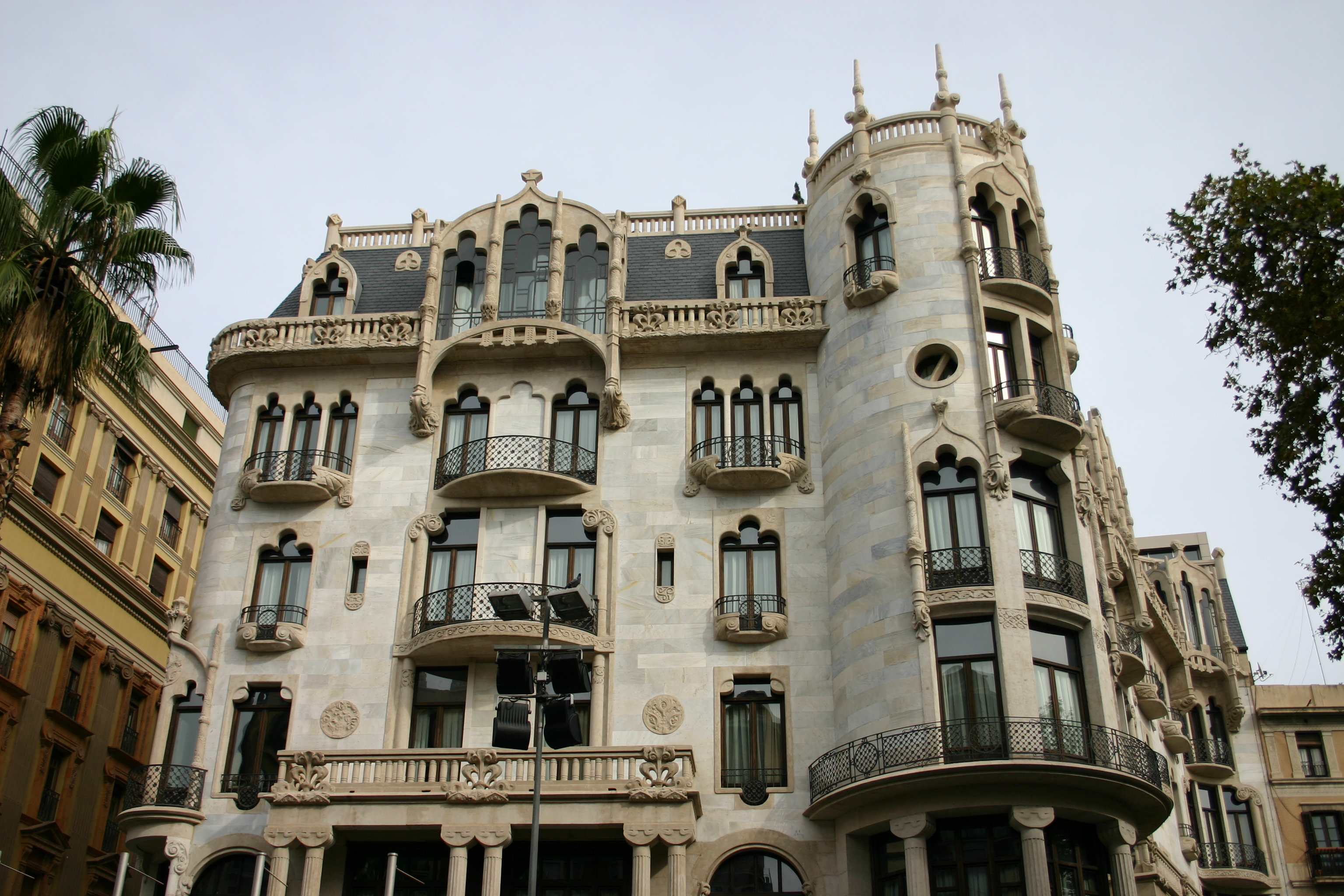
Casa Fuster

- Restauro del Castell de Santa Florentina

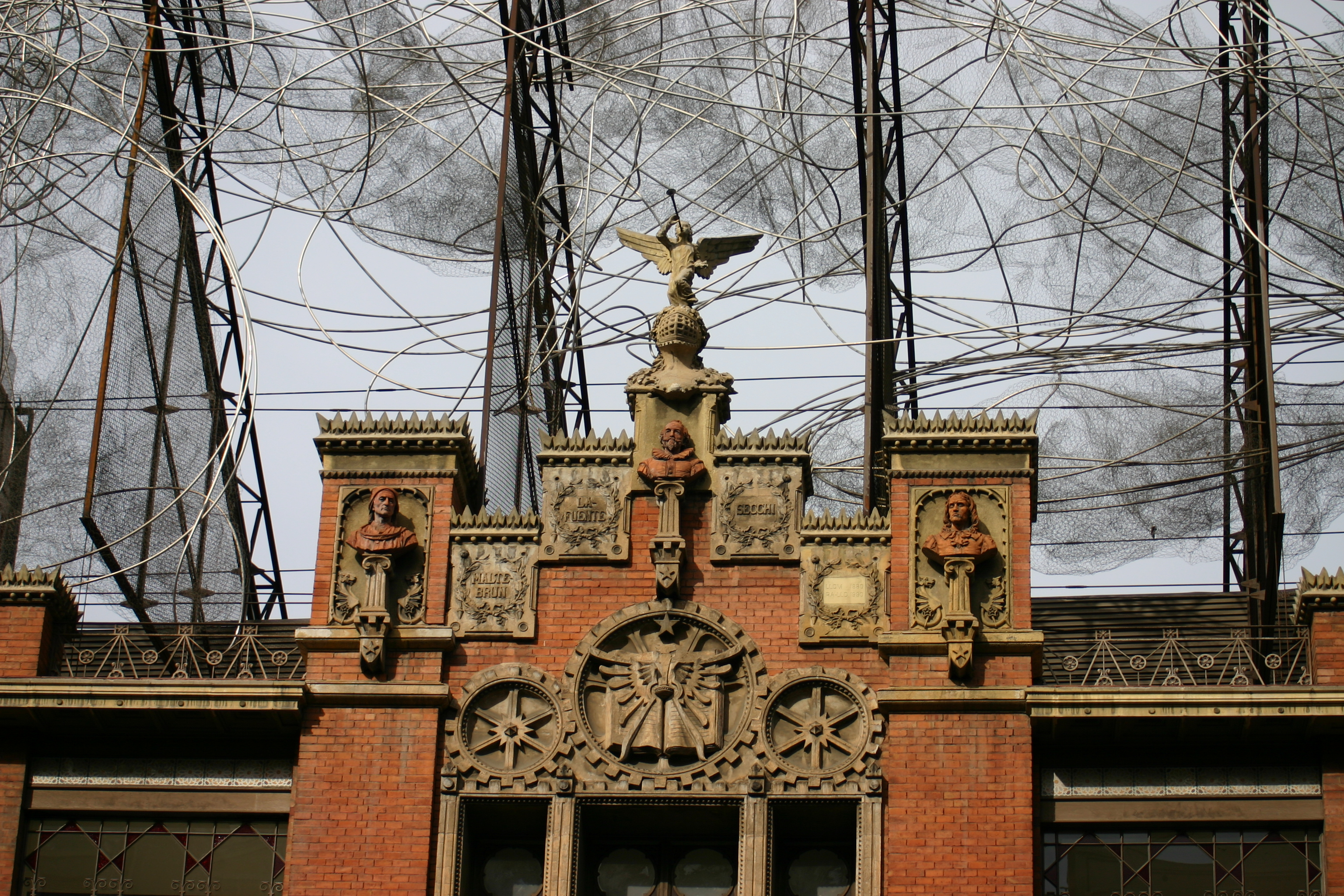
Editorial Montaner i Simón

- Casa Roure (Ca la Bianga)

A Reus
- Casa Gasull
- Casa NavàsEditorial Montaner i Simón
- Casa Rull
- Institut Pere Mata

A Comillas
- Cementiri de Comillas
- Font dels Tres caños
- Universidad Pontificia